# Aeropuerto Internacional de Tulsa
El Aeropuerto Internacional de Tulsa (IATA: TUL, OACI: KTUL, FAA LID: TUL), (del inglés: Tulsa International Airport), es un aeropuerto civil-militar situado a 8 km (5 millas) del distrito financiero de Tulsa, una ciudad en el Condado de Tulsa, Oklahoma, Estados Unidos. Fue nombrado Aeropuerto Municipal de Tulsa cuando la ciudad lo adquirió en 1929. Obtuvo su nombre actual en 1963.
El Escuadrón del Aire #138 de la Guardia Nacional Aérea de Oklahoma tiene su sede en la Base de la Guardia Nacional Aérea de Tulsa ubicada en el mismo aeropuerto.
El aeropuerto tiene la sede mundial de mantenimiento de American Airlines.
El Escuadrón Sénior del Consejo Oak y el Escuadrón compuesto de la Base Estelar del Civil Air Patrol se reúnen en el campo, con Council Oak en FBO Sparks Aviation y la reunión del escuadrón de la Base Estelar de Oklahoma Air National Guard en el lado Noreste del campo. Además, dos aviones de Civil Air Patrol se basan en TUL, un Cessna 172 y un Cessna 182, respectivamente.
Durante la Segunda Guerra Mundial, se construyó la Planta N.º 3 de la Fuerza Aérea en el lado sureste del aeropuerto, y Douglas Aircraft Company fabricó varios tipos de aviones allí. Después de la guerra, esta instalación fue utilizada por Douglas (más tarde McDonnell Douglas) y Rockwell International (más tarde Boeing) para la fabricación, modificación, reparación e investigación de aeronaves. Actualmente Spirit AeroSystems construye piezas de aerolíneas comerciales para aeronaves Boeing en parte del edificio así como IC Bus Corporation que ensambla autobuses escolares en la otra parte.
Spirit AeroSystems construye ala Boeing y partes de vigas del piso y partes de ala Gulfstream en una instalación en el lado este del aeropuerto, justo al norte de la pista 26.
El Museo del Aire y del Espacio de Tulsa está en el lado noroeste del aeropuerto.
El Aeropuerto Richard Lloyd Jones Jr. sirve como un aeropuerto alterno.

## Aerolíneas y destinos

### Pasajeros
| Aerolíneas         | Destinos |
| ------------------ | --- |
| Allegiant Air      | Las Vegas, Los Ángeles, Orlando/Sanford Estacional: Destin/Fort Walton Beach, San Petersburgo/Clearwater                        |
| American Airlines  | Charlotte, Dallas/Fort Worth |
| American Eagle     | Charlotte, Chicago–O'Hare, Dallas/Fort Worth, Los Ángeles, Miami, Nueva York–LaGuardia, Phoenix–Sky Harbor, Washington–National |
| Delta Air Lines    | Atlanta |
| Delta Connection   | Nueva York–LaGuardia, Salt Lake City                                                                                            |
| Frontier Airlines  | Denver (reinicia el 12 de octubre de 2025)                                                                                      |
| Southwest Airlines | Austin, Chicago–Midway, Dallas–Love, Denver, Houston–Hobby, Las Vegas, Nashville, Orlando, Phoenix–Sky Harbor, San Luis         |
| United Airlines    | Denver, Houston–Intercontinental                                                                                                |
| United Express     | Chicago–O'Hare, Denver, Houston–Intercontinental                                                                                |

### Carga

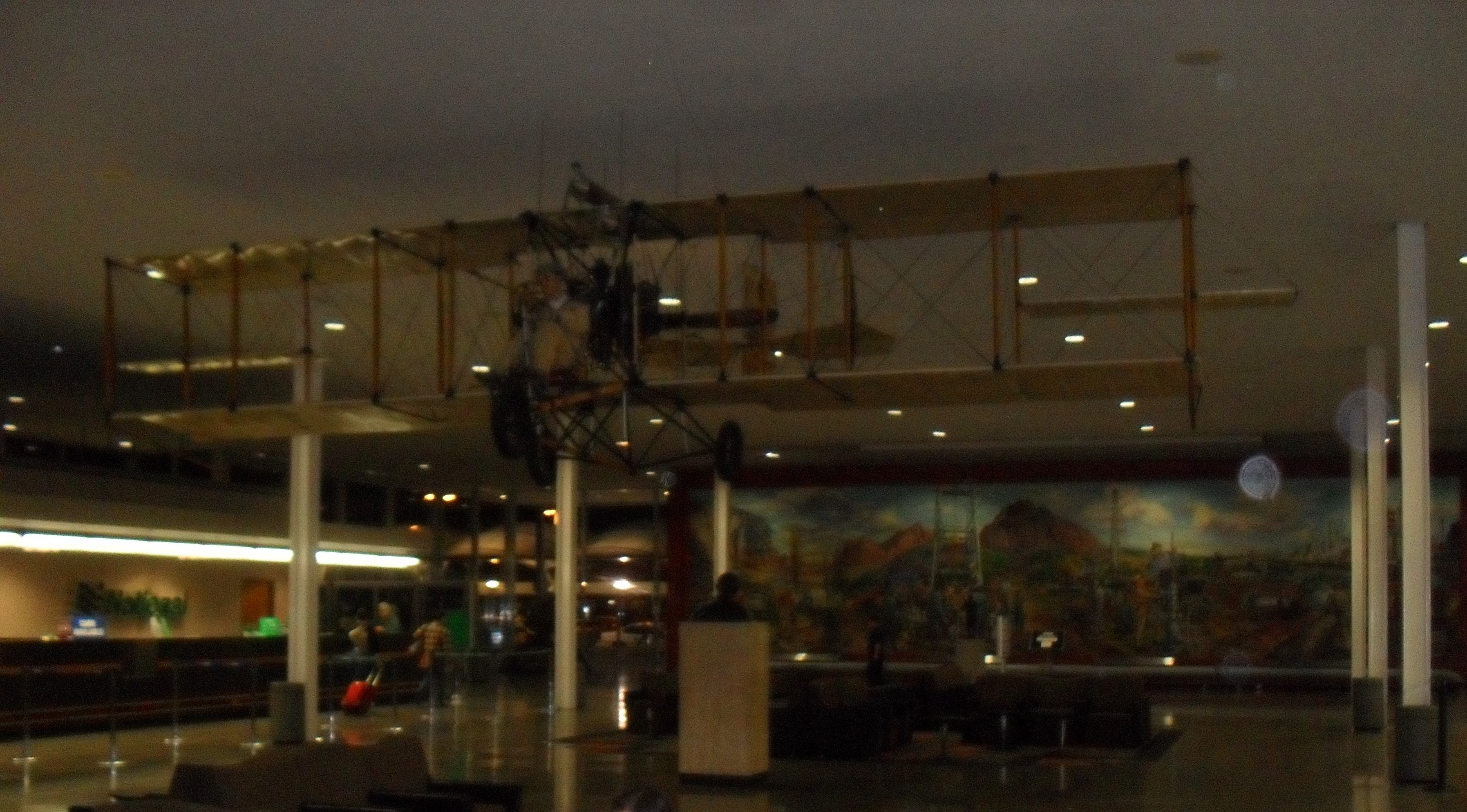
Uno de los primeros aviones en la sección de alquiler de automóviles.

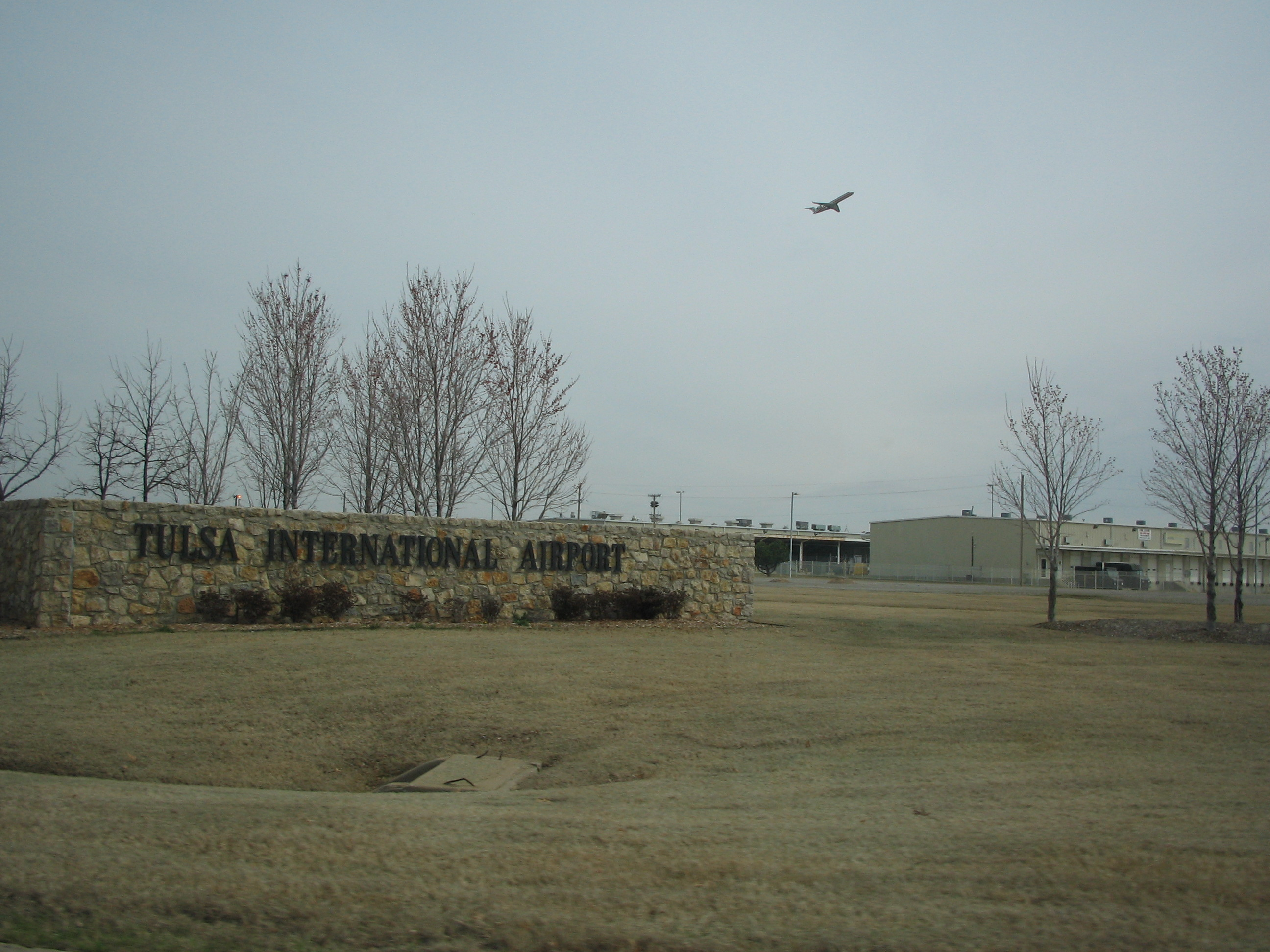
Entrada principal del aeropuerto.

| Aerolíneas    | Destinos                                             |
| ------------- | ---------------------------------------------------- |
| Ameriflight   | Dallas/Fort Worth                                    |
| DHL Aviation  | Austin, Cincinnati                                   |
| FedEx Express | Fort Worth/Alliance, Memphis, Oklahoma City, Wichita |
| UPS Airlines  | Louisville, Oklahoma City, Ontario                   |

### Destinos nacionales
Se brinda servicio a 23 ciudades dentro del país a cargo de 9 aerolíneas.
| Atlanta (ATL)        |    |   |   |   | • |                   | 1  |
| Austin (AUS)         | •  |   |   |   |   |                   | 1  |
| Charlotte (CLT)      |    | • |   |   |   |                   | 1  |
| Chicago (ORD)        |    | • |   | • |   |                   | 2  |
| Chicago (MDW)        | •  |   |   |   |   |                   | 1  |
| Dallas (DFW)         |    | • |   |   |   |                   | 1  |
| Dallas (DAL)         | •  |   |   |   |   |                   | 1  |
| Denver (DEN)         | •  |   |   | • |   | Frontier Airlines | 3  |
| Destin (VPS)         |    |   | • |   |   |                   | 1  |
| Houston (IAH)        |    |   |   | • |   |                   | 1  |
| Houston (HOU)        | •  |   |   |   |   |                   | 1  |
| Las Vegas (LAS)      | •  |   | • |   |   |                   | 2  |
| Los Ángeles (LAX)    |    | • | • |   |   |                   | 2  |
| Miami (MIA)          |    | • |   |   |   |                   | 1  |
| Nashville (BNA)      | •  |   |   |   |   |                   | 1  |
| Nueva York (LGA)     |    | • |   |   | • |                   | 2  |
| Orlando (MCO)        | •  |   |   |   |   |                   | 1  |
| Orlando (SFB)        |    |   | • |   |   |                   | 1  |
| Phoenix (PHX)        | •  | • |   |   |   |                   | 2  |
| Salt Lake City (SLC) |    |   |   |   | • |                   | 1  |
| San Luis (STL)       | •  |   |   |   |   |                   | 1  |
| San Petesburgo (PIE) |    |   | • |   |   |                   | 1  |
| Washington (DCA)     |    | • |   |   |   |                   | 1  |
| Total                | 10 | 8 | 5 | 3 | 3 | 1                 | 23 |

## Estadísticas

### Rutas más transitadas
| Número | Ciudad                        | Pasajeros | Aerolínea                                                              |
| ------ | ----------------------------- | --------- | ---------------------------------------------------------------------- |
| 1      | Dallas, Texas (DFW)           | 297,000   | American Airlines, American Eagle                                      |
| 2      | Denver, Colorado              | 210,000   | Frontier Airlines, Southwest Airlines, United Airlines, United Express |
| 3      | Atlanta, Georgia              | 139,000   | Delta Air Lines, Delta Connection                                      |
| 4      | Dallas, Texas (DAL)           | 109,000   | Southwest Airlines                                                     |
| 5      | Houston, Texas (IAH)          | 108,000   | United Airlines, United Express                                        |
| 6      | Chicago, Illinois             | 100,000   | American Airlines, American Eagle, United Express                      |
| 7      | Phoenix, Arizona              | 88,000    | American Eagle, Southwest Airlines                                     |
| 8      | Charlotte, Carolina del Norte | 85,000    | American Airlines, American Eagle                                      |
| 9      | Las Vegas, Nevada             | 85,000    | Allegiant Air, Southwest Airlines                                      |
| 10     | Houston, Texas (HOU)          | 77,000    | Southwest Airlines                                                     |

### Tráfico anual

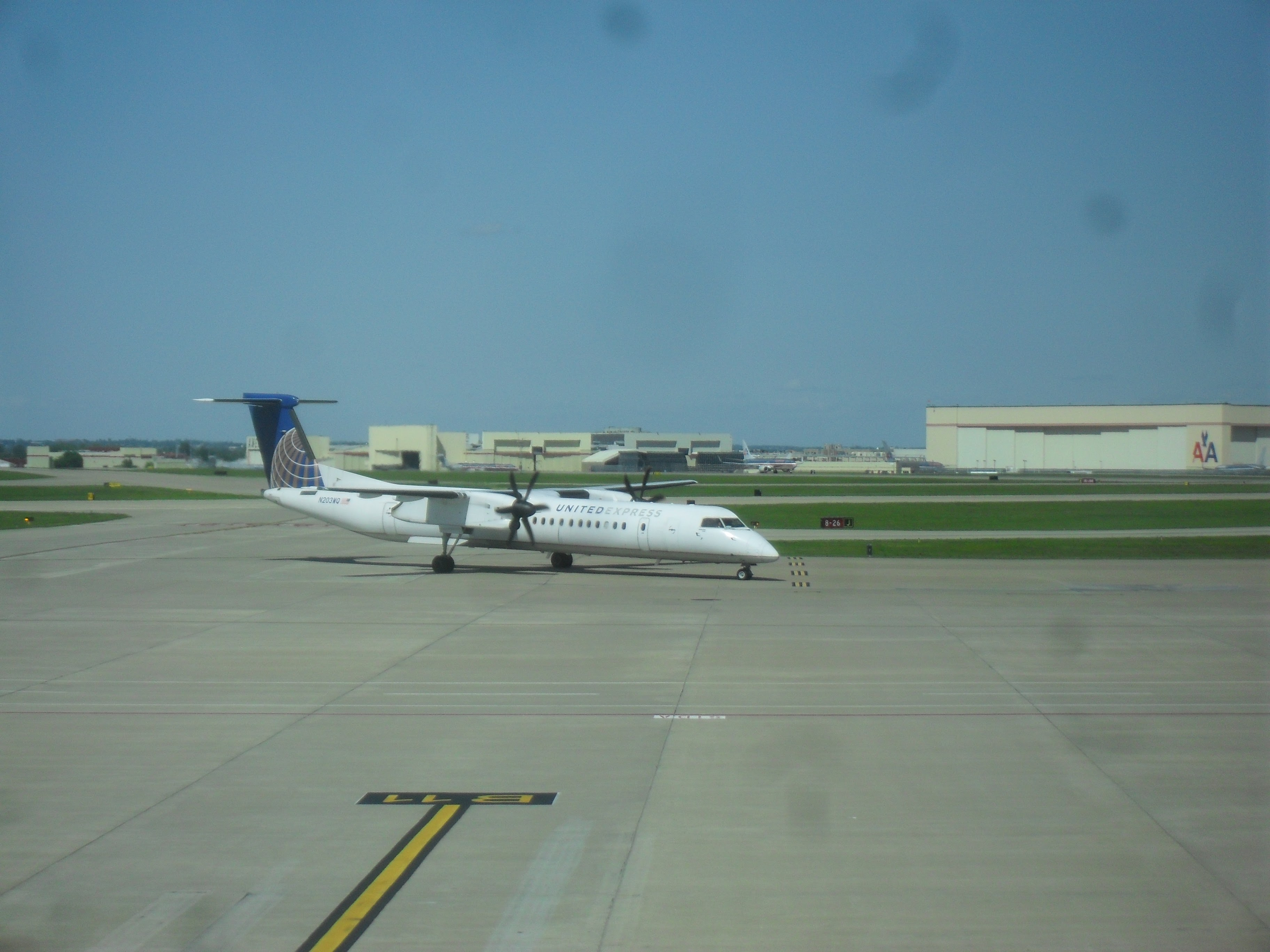
Q400 de United Express frente a las instalaciones de mantenimiento de American Airlines.

| Año  | Pasajeros |  | Año  | Pasajeros |
| ---- | --------- |  | ---- | --------- |
| 2007 | 3,300,422 |  | 2017 | 2,865,824 |
| 2008 | 3,261,560 |  | 2018 | 3,048,357 |
| 2009 | 2,888,858 |  | 2019 | 3,053,532 |
| 2010 | 2,846,588 |  | 2020 | 1,332,433 |
| 2011 | 2,794,751 |  | 2021 | 2,316,751 |
| 2012 | 2,740,338 |  | 2022 | 2,887,560 |
| 2013 | 2,733,510 |  | 2023 | 3,144,567 |
| 2014 | 2,840,324 |  | 2024 | 3,247,670 |
| 2015 | 2,816,967 |  |      |           |
| 2016 | 2,810,537 |  |      |           |

## Aeropuertos cercanos
Los aeropuertos más cercanos son:
- Aeropuerto de Stillwater (107km)
- Aeropuerto Regional Northwest Arkansas (142km)
- Aeropuerto Regional de Fayetteville (156km)
- Aeropuerto Regional de Joplin (163km)
- Aeropuerto Regional de Fort Smith (167km)